# Бом ле Месје
Бом ле Месје (фр. Baume-les-Messieurs) насеље је и општина у источној Француској у региону Франш-Конте, у департману Јура која припада префектури Лон ле Соније.
По подацима из 2011. године у општини је живело 186 становника, а густина насељености је износила 14,21 становника/km². Општина се простире на површини од 13,09 km². Налази се на средњој надморској висини од 330 метара (максималној 572 m, а минималној 277 m).

## Демографија
| 1962. | 1968. | 1975. | 1982. | 1990. | 1999. | 2011. |
| ----- | ----- | ----- | ----- | ----- | ----- | ----- |
| 222   | 231   | 202   | 174   | 196   | 194   | 186   |

График промене броја становника у току последњих година